# تورنفوی
شهر تورنفوی (به فرانسوی: Tournefeuille) در شهرستان اوت-گارون در ناحیه پیرنه میانه با جمعیت ۲۵٬۴۴۴ نفر در کشور فرانسه واقع شده‌است.